# Iuri Bàrinov
Iuri Bàrinov   (Dostxatoie, 31 de maig de 1955) és un ciclista rus, ja retirat, que va competir sota bandera de la Unió Soviètica, a començaments dels anys 80 del segle xx. El 1980 va prendre part en els Jocs Olímpics de Moscou, guanyant la medalla de bronze en la cursa en ruta. En el seu palmarès també destaca la Cursa de la Pau de 1980 i el Circuit de La Sarthe i la Volta a Luxemburg de 1981.

## Palmarès
- 1979
  - 1r a la Volta a Bulgària
- 1980
  - 1r a la Cursa de la Pau i vencedor de 2 etapes
  - Vencedor de 3 etapes al Tour de l'Avenir
- 1981
  - 1r a la Volta a Luxemburg
  - 1r al Circuit de La Sarthe i vencedor d'una etapa
  - 1r a la Volta a Sotxi i vencedor d'una etapa
- 1982
  - Vencedor d'una etapa de la Volta a Sotxi
- 1983
  - Vencedor d'una etapa de la Volta a Polònia

### Resultats a la Volta a Espanya
- 1985. 72è de la classificació general